# Ізабела (виноград)

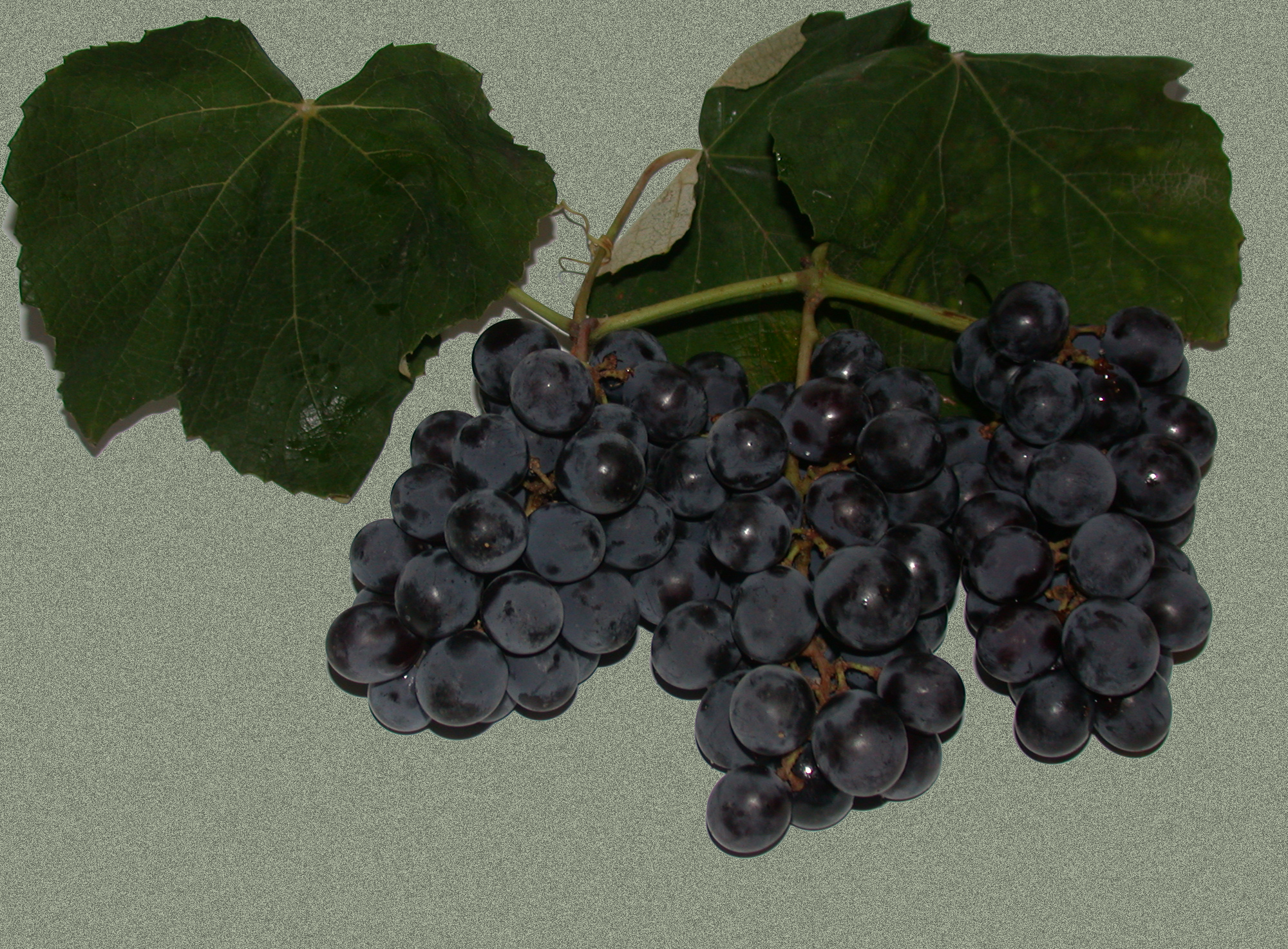

Ізабела — американський сорт винограду, гібрид винограду Vitis labrusca. Використовуються у виноробстві. Останнім часом, нібито у зв'язку з більш високим вмістом метанолу у винах, одержуваних з цього сорту, порівняно з винами з чистого Vitis vinifera, а також нібито через вкрай специфічний аромат вин (у витриманих вин з цього сорту яскраво виражений аромат гнилі, у вин з витримкою до трьох років і у домашніх такий ефект не спостерігається) цей сорт, так само як і решта гібридів американського Vitis labrusca і культурного винограду (сорти типу «Лідія» тощо), заборонений до використання в комерційному виноробстві в США та країнах ЄС.
Ті фермери в Європі, які всупереч заборонам ще продовжують працювати з американськими гібридами, заявляють, що підвищений вміст метанолу в їх винах — міф, а заборона на комерційне виробництво вин з цього сорту просто пов'язана з протекціоністською політикою ЄС.
Поширений у вологих районах Грузії, Абхазії, Азербайджану, Дагестану, в Краснодарському краї, Молдові (крім північних районів), в Україні (Буковина, Крим), а також в деяких регіонах Росії. Наприклад, у Поволжжі.
Вільно виростає в Україні, неукривний сорт.
Сорти групи Ізабела досить невибагливі і стійкі до грибкових хвороб (мільдью і оїдіум), а також до філоксери. Добре переносять підвищену вологість, не посухостійкі. Як столовий виноград Ізабела досить непоганий, за смаком ягоди злегка чимось нагадують суницю.
Колір шкірки зрілих ягід темно-пурпуровий, майже чорний. Шкірка легко відділяється від м'якоті.
О. Е. Мандельштам так описував Ізабелу:

«Хлопчики і дівчатка продають в кошиках чорний виноград-Ізабелу — щільний і важкий як грона самої ночі.»
— О.Е. Мандельштам, Меншовики в Грузії, 1923